# Roger Clark
Roger Albert Clark MBE, född 5 augusti 1939 i Narborough, Leicestershire, död den 12 januari 1998 i Leicester var en brittisk rallyförare.
Clark tävlade huvudsakligen med Ford i internationella rallyn, med vinster i bland annat Akropolisrallyt och RAC-rallyt.